# Cathédrale Saint-Paul de Dundee
Cette  cathédrale n’est pas la seule cathédrale Saint-Paul.
La cathédrale Saint-Paul de Dundee est la cathédrale anglicane de la ville de Dundee en Écosse.
La première pierre de la cathédrale est posée le 21 juillet 1853 et elle est achevée en 1855. Son concepteur est Sir George Gilbert Scott, elle est construite dans le style gothique victorien. 
Saint-Paul est élevée au rang de cathédrale en 1905 et est maintenant une catégorie un bâtiment classé catégorie A.

## Source
- (en) Cet article est partiellement ou en totalité issu de l’article de Wikipédia en anglais intitulé « St Paul's Cathedral, Dundee » (voir la liste des auteurs).